# Suså
Suså is een voormalige gemeente in Denemarken. De oppervlakte bedroeg 144,84 km². De gemeente telde 8529 inwoners waarvan 4260 mannen en 4269 vrouwen (cijfers 2005). Suså telde in juni 2005 178 werklozen. Er waren 3303 auto's geregistreerd in 2004.
Na de herindeling van 2007 werden de gemeentes Fuglebjerg, Fladså, Holmegaard en Suså bij Næstved gevoegd.